# Problem demarkacji
Problem demarkacji – problem w filozofii i metodologii nauki dotyczący kryteriów rozróżniania nauki od innych dziedzin działalności ludzkiej, przede wszystkim pseudonauki, wierzeń religijnych, metafizyki. Problem ten wynika z trudności odpowiedzi na pytania: czym jest nauka, jaka jest jej istota czy specyfika?

## Kryteria demarkacji
Proponowano wiele kryteriów demarkacji, mających odróżnić naukę od innych dziedzin. Większość z nich sprowadza się do pięciu podstawowych różnic, których jednak sens i ważność są szeroko dyskutowane :
- nauka ma charakter empiryczny;
- nauka dąży do pewności ustaleń;
- naukowcy stosują metody naukowe;
- nauka opisuje świat obserwowalny;
- nauka ma charakter kumulatywny i progresywny.

Te kryteria mają jednak charakter ogólnych wytycznych, nie pozwalających w wielu szczegółowych wypadkach określić, czy coś jest, czy nie jest nauką. Potrzeba ustalenia takich kryteriów ma bowiem również wymiar praktyczny. We współczesnych społeczeństwach nauka jest dziedziną wysoko cenioną, wiążącą się z dużymi nakładami finansowymi oraz z obecnością w programach edukacji . Kryterium demarkacji ma pozwolić odróżnić, co jest, a co nie jest naukowe i w konsekwencji nie zasługuje na publiczne finansowanie czy nauczanie. Przykłady sporów, w których istotnym jest problem demarkacji, to np. obecność niektórych dyscyplin w nauczaniu uniwersyteckim (np. teologia czy homeopatia) czy nauczanie kreacjonizmu na równi z ewolucjonizmem na lekcjach biologii, które znalazło finał w rozprawach przed amerykańskim Sądem Najwyższym (m.in. Epperson v. Arkansas 1968).

## Historia problemu
Pojęcie problemu demarkacji pochodzi od Karla Poppera, jednak sam problem jest znacznie starszy. Problem demarkacji został po raz pierwszy sformułowany w starożytności.  To, czym zajmuje się obecnie nauka, wchodziło wówczas w zakres zainteresowań filozofii (w szczególności filozofii przyrody).  Problem dotyczył tego, czym różni się wiedza oferowana przez filozofię (episteme – wiedza pewna), od mniemań czy mitów. Dla Arystotelesa wiedza taka miała być całkowicie pewna, ogólna lub uniwersalna i mieć charakter wyjaśnień przyczynowo-skutkowych. Kryterium demarkacji odnoszone jest tu do wiedzy jako wytworu, a nie do procesu dochodzenia do wiedzy (procesu badawczego). W późniejszym okresie często natomiast akcentowano, że to właśnie sposób wytwarzania wiedzy odróżnia naukę od nie-nauki.
Problem demarkacji podjęty został przez wczesnonowożytnych filozofów przyrody, takich jak Galileusz, Kartezjusz czy Isaac Newton. Przyjmowali oni kryteria podobne Arystotelesowi, porzucając jednak często dążenie do poznania pierwszych zasad czy substancji. Francis Bacon zaproponował natomiast procedurę indukcyjną jako kryterium naukowości. Zgodnie z nią twierdzenia mają charakter naukowy, jeśli opierają się na zebranych wcześniej szczegółowych obserwacjach i wynikają z nich indukcyjnie. Rozwój towarzystw naukowych również przyczynił się do wyraźnego wyodrębnienia się nauki. W połowie XVII w. Royal Society uznało, że religia i polityka znajdują się poza jego kręgiem zainteresowań. Określiło również ogólne standardy piśmiennictwa naukowego, wskazując, że jego język ma być prosty i niemetaforyczny. Epoka oświecenia przyniosła przekonanie, iż wiedza naukowa musi być oparta na danych empirycznych (David Hume). Wpływowy w krajach Europy kontynentalnej system uprawomocnienia nauk stworzył Immanuel Kant. Dominujący pogląd, jakoby naukowość opierała się na specyficznej metodzie naukowej, był jednak krytykowany. Zwracano uwagę, że nie ma jednej metody naukowej, a osiągane wyniki są ważniejsze od drogi, jaką je osiągnięto. Stąd w XIX w. zaczęto podkreślać sprawdzalność wyników poznania naukowego jako główne kryterium naukowości (John Herschel, Auguste Comte, William Whewell czy William Stanley Jevons).

## Współczesność
Problem demarkacji stał się jednym z zasadniczych problemów powstałej w XX wieku filozofii nauki. Szczególnie rygorystyczne stanowisko zajął logiczny pozytywizm, uznający, że aby zdania miały charakter sensowny, muszą się opierać bądź na obserwacjach empirycznych, bądź wynikać z logiki. Na tej podstawie odmawiano charakteru naukowego (sensownego) metafizyce i religii. Stanowisko to, jako nadmiernie rygorystyczne i nie znajdujące podstaw w rzeczywistej praktyce naukowej, zostało jednak zarzucone. Jedno z najbardziej wpływowych kryteriów demarkacji zaproponował Karl Popper. Odrzucał on indukcjonizm jako drogę dochodzenia do pewnej wiedzy, wskazując, że ze zbioru obserwacji nie można wnioskować o prawdziwości generalnych prawidłowości. Zaproponowana przez Poppera procedura falsyfikacji (polegająca na stawianiu ambitnych hipotez i dążeniu do ich obalania) jest zarazem kryterium demarkacji, oddzielające nauki empiryczne od innych dziedzin. Nienaukowe zdaniem Poppera są te twierdzenia, które nie dają się sfalsyfikować. Na tej podstawie za nienaukowe uznawał on m.in. marksizm i psychoanalizę. Jego kryterium demarkacji nie spełniały również logika i matematyka .
W odmienny sposób na problem demarkacji patrzyli historycznie zorientowani badacze, tacy jak  Pierre Duhem czy Thomas Kuhn. Analizując rozwój nauki, pokazali, że nie istnieje jedno kryterium naukowości, lecz że są one historycznie zmienne. Poszczególne twierdzenia naukowe znajdują oparcie w systemie wiedzy charakterystycznym dla swojego czasu i operującym odmiennymi kryteriami demarkacji (niewspółmierność interteoretyczna).
Trudności wokół wyłonienia kryterium demarkacji doprowadziły wielu teoretyków do stwierdzenia, że nie istnieje jedno takie kryterium. Odmienne kryteria demarkacji powinno się stosować do nauk formalnych (logiki i matematyki), nauk ścisłych, przyrodniczych, społecznych i humanistycznych. Wielu badaczy stwierdza również, że niemożliwe jest ustalenie abstrakcyjnego kryterium demarkacji, a odróżnienie nauki od nie-nauki jest ściśle zależne od konkretnego kontekstu, w którym rozróżnienie się przeprowadza. W konsekwencji, chociaż problem demarkacji pozostaje aktualny pod względem praktycznym, stracił znaczenie jako problem filozoficzny.